# Sprintvärldsmästerskapen i kanotsport 1978
Sprintvärldsmästerskapen i kanotsport 1978 anordnades i Belgrad i Jugoslavien.

## Medaljsummering
| Pl.    | Nation        | Guld | Silver | Brons | Totalt |
| ------ | ------------- | ---- | ------ | ----- | ------ |
| 1      | Sovjetunionen | 2    | 6      | 5     | 13     |
| 2      | Rumänien      | 2    | 4      | 7     | 13     |
| 3      | Östtyskland   | 7    | 0      | 1     | 8      |
| 4      | Ungern        | 4    | 2      | 2     | 8      |
| 5      | Jugoslavien   | 2    | 1      | 0     | 3      |
| 6      | Bulgarien     | 1    | 1      | 0     | 2      |
| 7      | Polen         | 0    | 1      | 1     | 2      |
| 8      | Spanien       | 0    | 1      | 1     | 2      |
| 9      | Frankrike     | 0    | 1      | 0     | 1      |
| 10     | Norge         | 0    | 1      | 0     | 1      |
| Totalt | Totalt        | 18   | 18     | 18    | 54     |

### Herrar

#### Kanadensare
| Gren        | Guld                                | Tid | Silver                                        | Tid | Brons                                           | Tid |
| C-1 500 m   | Liubomir Ljubenov (BUL)             |     | Gyula Hajdu (HUN)                             |     | Sergej Liminovitj (URS)                         |     |
| C-1 1000 m  | Matija Ljubek (YUG)                 |     | Tamás Wichmann (HUN)                          |     | Ivan Patzaichin (ROU)                           |     |
| C-1 10000 m | Ivan Patzaichin (ROU)               |     | Vasilij Jurtjenko (URS)                       |     | Matija Ljubek (YUG)                             |     |
| C-2 500 m   | Ungern László Foltan István Vaskúti |     | Sovjetunionen Sergej Petrenko Petras Grigonis |     | Rumänien Gheorghe Simionov Toma Simionov        |     |
| C-2 1000 m  | Ungern Tamás Buday Oszkár Frey      |     | Rumänien Gheorghe Simionov Toma Simionov      |     | Sovjetunionen Sergej Postretjin Jurij Lobanov   |     |
| C-2 10000 m | Ungern Tamás Buday László Vaskúti   |     | Rumänien Gheorghe Simionov Toma Simionov      |     | Sovjetunionen Viktor Vorobijev Aleksandr Beleji |     |

#### Kajak
| Gren        | Guld                                                                                    | Tid | Silver                                                                           | Tid | Brons                                                                              | Tid |
| K-1 500 m   | Vasile Dîba (ROU)                                                                       |     | Vladimir Parfenovitj (URS)                                                       |     | Peter Hempel (GDR)                                                                 |     |
| K-1 1000 m  | Rüdiger Helm (GDR)                                                                      |     | Milan Janić (YUG)                                                                |     | Vitalij Truksjin (URS)                                                             |     |
| K-1 10000 m | Milan Janić (YUG)                                                                       |     | Nikolaj Stepanenko (URS)                                                         |     | István Joós (HUN)                                                                  |     |
| K-2 500 m   | Östtyskland Bernd Olbricht Rüdiger Helm                                                 |     | Rumänien Nicuşor Eşanu Ion Bîrlădeanu                                            |     | Sovjetunionen Sergej Zjutjraj Vladimir Trainikov                                   |     |
| K-2 1000 m  | Sovjetunionen Sergej Zjutjraj Vladimir Trainikov                                        |     | Norge Einar Rasmussen Olaf Søyland                                               |     | Ungern Zoltán Bakó István Szabó                                                    |     |
| K-2 10000 m | Ungern Zoltán Bakó István Szabó                                                         |     | Frankrike Alain Lebas Jean-Paul Hanquier                                         |     | Rumänien Nicuşor Eşanu Grigore Constantin                                          |     |
| K-4 500 m   | Östtyskland Peter Bischof Bernd Duvigneau Roland Graupner Harald Marg                   |     | Spanien Herminio Menéndez Martin Vásquez Jóse Ramón López Luis Gregario Ramos    |     | Polen Ryszard Oborski Daniel Wełna Grzegorz Kołtan Grzegorz Śledziewski            |     |
| K-4 1000 m  | Östtyskland Bernd Olbricht Bernd Duvigneau Rüdiger Helm Harald Marg                     |     | Rumänien Nicuşor Eşanu Ion Bîrlădeanu Mihail Zaifu Alexandru Giura               |     | Spanien Herminio Rodriguez José María Esteban Jóse Ramón López Luis Gregario Ramos |     |
| K-4 10000 m | Sovjetunionen Aleksandr Sjaporenko Sergej Nikolskij Volodymyr Morozov Aleksandr Avdejev |     | Polen Andrzej Klimaszewski Krzysztof Lepianka Zbigniew Torzecki Zdzisław Szubski |     | Rumänien Cuprian Macareanu Ciobann Marian Stefan Popa Nicolae Tico                 |     |

### Damer

#### Kajak
| Gren      | Guld                                                                    | Tid | Silver                                                                       | Tid | Brons                                                     | Tid |
| K-1 500 m | Roswitha Eberl (GDR)                                                    |     | Olga Makarova (URS)                                                          |     | Maria Cosma (ROU)                                         |     |
| K-2 500 m | Östtyskland Marion Rösiger Martina Fischer                              |     | Sovjetunionen Natalja Kalasjinkova Nina Doroh                                |     | Rumänien Agafia Orlov Natasia Nichitov                    |     |
| K-4 500 m | Östtyskland Marion Rösiger Roswitha Eberl Carsta Genäuß Martina Fischer |     | Bulgarien Vanja Gescheva Maria Mintscheva Natascha Janakieva Iliana Nikolova |     | Rumänien Agafia Orlov Natasia Nichitov Maria Nicolae Buri |     |